# アウディカップ
アウディカップ（Audi Cup）は2009年よりドイツ・ミュンヘンのアリアンツ・アレーナで開催されている、サッカーのクラブ対抗世界最高峰のカップ戦である。

## 概要
毎年夏に開幕する欧州・南米リーグのプレシーズンマッチとして隔年の7月（2015年大会は8月）に開催される。
自動車メーカー・アウディの創業100周年を記念して、2009年に創設。優勝カップはアウディのデザインチームが手がけている。ホストチームはアウディがスポンサーとなっているバイエルン・ミュンヘン。
大会は4チームによるトーナメント方式を取っており、決勝戦の他に3位決定戦も行なう。

## 歴代大会結果
| 開催日 | 優勝                       | スコア           | 準優勝                       | 3位                        | 4位                    |
| ------ | -------------------------- | ---------------- | ---------------------------- | -------------------------- | ---------------------- |
| 2009年 | バイエルン・ミュンヘン     | 0 - 0 （PK 7-6） | マンチェスター・ユナイテッド | ボカ・ジュニアーズ         | ACミラン               |
| 2011年 | FCバルセロナ               | 2 - 0            | バイエルン・ミュンヘン       | SCインテルナシオナル       | ACミラン               |
| 2013年 | バイエルン・ミュンヘン     | 2 - 1            | マンチェスター・シティ       | ACミラン                   | サンパウロFC           |
| 2015年 | バイエルン・ミュンヘン     | 1 - 0            | レアル・マドリード           | トッテナム・ホットスパーFC | ACミラン               |
| 2017年 | アトレティコ・マドリード   | 1 - 1 （PK 5-4） | リヴァプールFC               | SSCナポリ                  | バイエルン・ミュンヘン |
| 2019年 | トッテナム・ホットスパーFC | 2 - 2 （PK 6-5） | バイエルン・ミュンヘン       | レアル・マドリード         | フェネルバフチェSK     |